# 岩井商店

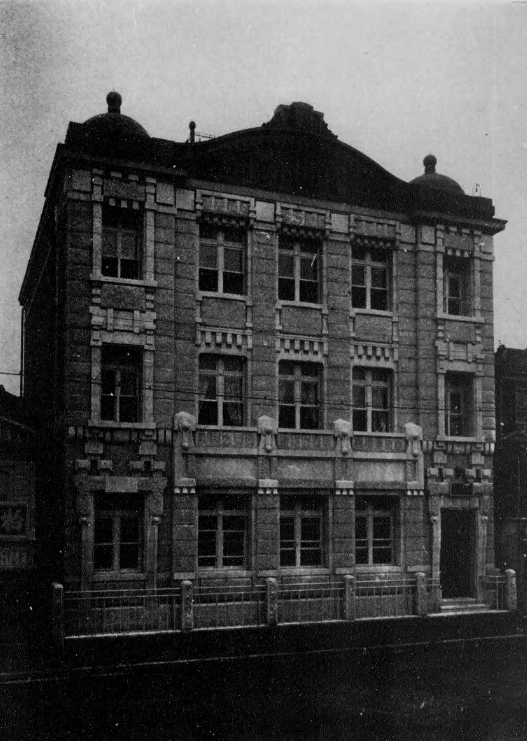
岩井商店東京支店。大正初期

岩井商店（いわい しょうてん）は、岩井勝次郎が明治29年（1896年）に創業した鉄鋼商社で、岩井財閥の中核企業である。1968年に日商（鈴木商店系）と合併して日商岩井（現：双日）となった。

## 概要
岩井文助は天保13年（1842年）3月3日、丹波国北桑田郡上平屋村（後の京都府南丹市美山町上平屋）の岩井仁右衛門と妻・梅の三男・市郎として生まれた。上平屋は箪笥製造が盛んな地域であり、岩井家も農業の傍ら箪笥を製造し、また質屋を営んでいた。嘉永6年（1853年）大坂浄覚寺町の唐物問屋・加賀屋徳兵衛の店に奉公に出て文助の名を得た。文久2年（1862年）、文助21歳の時に徳兵衛の別家となり独立。加賀屋の屋号で大坂京町堀通りに店を開き、西洋雑貨の小売業を始めた。慶應4年（1868年）には南久太郎町六丁目の屋敷を買って移転。明治初期には幅広い舶来品を扱う仲買商となっていた。文助は不動産の所有を好み、事業の拡大と共に屋敷周辺の土地も次々と購入している。
一方、文助の従弟（文助の母の妹・いとが再婚して生まれたのが勝次郎とされる）にあたる蔭山勝次郎は文久3年（1863年）に丹波国南桑田郡旭村の農家に生まれた。勝次郎は明治8年（1875年）文助方に奉公に出ると、明治22年に文助の長女・栄子と結婚して婿養子となり、岩井勝次郎となった。
以後の加賀屋は文助と勝次郎の共同経営の性格を持つにいたったが、事業観の相違を感じた勝次郎は文助に二十万円を借りて明治29年（1896年）に自分の店を出した。現在の大阪市中央区南久太郎町4丁目に店舗を設けた。これが岩井商店のはじまりで、大正元年（1912年）10月、加賀屋文助からの創業50周年を期に、株式会社岩井商店となり、さらに昭和18年（1943年）6月、政府（軍部）の指導により岩井産業株式会社と改められた。その後、1968年に日商と合併して日商岩井となった。証券コードは8056（現、日本ユニシス株式会社）。
岩井商店が鉄鋼商社としての体制を確立したのは、明治の中頃から大正にかけてのことである。岩井商店が初めて金属を輸入したのは、明治29年にロンドンのダフ商会を代理店として、勝次郎が直貿易を開始した時期であった。その後ダフ商会のほかにも、ニューヨークのマークト商会からUSスチールの薄鉄板、軟鋼板、軟鋼棒、帯鉄などを輸入し、またハンブルクのホイエル商会からも針金を輸入した。岩井商店が鉄鋼商社として特色付けられた他の理由として、官営八幡製鐵所の製品を明治末年～大正期の頃から払い下げを受けるようになったことが挙げられる。
八幡製鐵所では明治38年（1905年）から鋼材の民間払い下げを開始し、明治末年の頃から三井物産を中心とした「三井組」や、関西の鉄鋼問屋によって株式会社大倉組を代表とした「大倉組」が結成され、鋼材の払い下げが実施された。当時大倉組の主力メンバーには、鈴木、岩井、安宅、岸本の関西有力商社のほかに、東京の森岡商店（森岡興業）が加わっていた。岩井商店はこうした取次式の商社機能を基盤にして、次第に輸入品の国産化構想を具体化するに至った。それは輸入品を国産化することによって、外貨を節約し、国益の増進をはかることを意図したものであった。そうした経営理念によって、岩井では明治末年から大正期にかけて各種工業会社の経営に乗り出した。
岩井商店は大正元年（1912年）10月に資本金二百万円で株式会社化された後、大正7年には五百万円に増資。三井、鈴木、湯浅と並んで政府指定の米穀輸入業者に選定される。昭和4年にはシドニー、同7年にはメルボルンにも進出して大規模な羊毛の買い付けをはじめ、またアフリカや中国から専売局へ納入する塩の輸入で大きく発展した。

## 傘下の主な企業
白金莫大小・中央毛絲紡績→東亜紡織（現トーア紡コーポレーション）
- 岩井は明治40年（1907年）に東京の白金莫大小（シロガネ メリヤス）工場の経営権を手に入れ、社長に岩井商店の幹部・安野譲を据えた。その後同社は大正元年に株式会社白金莫大小製作所となり、同社のKBブランドは高級メリヤスとして名声を博した。
- その一方で、大正10年に中央毛絲紡績（株）（本社:大阪・工場:大垣）を設立。同社は昭和16年には綿華毛絲（株）と合併して東亞紡織（株）となり、翌昭和17年には白金莫大小製作所を吸収合併した。東亜紡は、終戦直後まで岩井の中核会社として、三和銀行の主要株主として上位1桁台に名を連ねた。

日本セルロイド人造絹絲・大阪繊維工業→大日本セルロイド（現ダイセル）
- 明治41年に岩井と三菱・鈴木が共同で日本セルロイド人造絹絲（株）（本社:兵庫県揖保郡網干町）を設立、大正5年には岩井単独でセルロイドの製造を目的とした大阪繊維工業（本社:兵庫県尼崎市）を設立した。この2社は大正8年に大日本セルロイドの設立に参加（合併比率は日本セルロイドが21％・大阪繊維が16%）し、同社は鈴木商店解体と台湾銀行（後の第二会社・日貿信）破綻により最終的には旧鈴木系の日本製粉と共に三井グループに帰属している。

大阪鐵板製造・德山鐵板→日本鐵板（現日新製鋼）
- 明治44年、大阪でステンレス鋼製造を行う「亜鉛鍍」が設立されたが、大正2年に岩井が経営に参加し、大正5年に同社は大阪鐵板製造と改称。同年、大阪鐵板徳山分工場が建設され、同工場を母体に昭和3年德山鐵板が設立された。
- その一方で大阪鐵板は、大正13年に東京工場（東京）を新設。昭和28年には大阪鐵板・德山鐵板が合併して日本鐵板となり、日本鐵板も昭和34年と日亞製鋼と合併し日新鐵板となった。

日本曹達工業→德山曹達（現トクヤマ）
- 岩井は大正7年に同社の全額出資により「日本曹達工業」（徳山）を設立、昭和11年に德山曹達と改称された。

関西ペイント
- 大正7年、岩井は關西ペイント工業所（西宮）を買収し、關西ペイント（株）（本社:兵庫県西宮市）を設立した。

日本橋梁
- 大正8年、日本橋梁建設合資会社（大阪）の事業を継承し、日本橋梁（株）を設立した。初代社長には岩井勝次郎の長女の婿岩井豊治（東京の大手米問屋「木徳」の木村徳兵衛の二男[6]）が就任した。戦後は旧岩井産業の系譜により日商岩井→双日の関連会社となるが、のちに投資ファンドの傘下となる。

その他
- このほか、岩井商店の出資により芝浦スプリング製作所（のちの日本発条）、大日本セルロイド（のちのダイセル化学工業、現ダイセル）から1部門の分離独立により富士写真フイルム（現富士フイルムホールディングス/富士フイルム）がそれぞれ設立された。

このように、岩井商店では明治末年から大正期にかけて見られた重化学工業の流れに対応して工業化路線の道を歩んだ。後のビッグビジネスになるダイセル、富士フイルム、日新製鋼、トクヤマ、関西ペイントなどの各企業が岩井の全額出資あるいは資本参加により創設され、その発展をみている。そしてこれらの関連企業の社員に関しては戦前まで岩井商店で一括した採用を行った。また大正5年（1916年）には他の財閥同様に持株会社を設立（合資會社岩井本店、のち当社に合併）、関連会社を統括した。

## 本店・支店
- 本店 - 1896年（明治29年）大坂東区南久太郎町四丁目九十七番[4]にて開店。1904年（明治37年）2月に同区北濱四丁目四十三番地[7]に新築した二階建ての重厚な西洋建築に移転した。1928年（大正7年）頃三階建てに増築。
- 東京支店 - 1899年（明治32年）4月、日本橋小網町に開設。1903年（明治36年）10月に日本橋檜物町十二番地に移り、1913年（大正2年）8月には京橋区柳町三番地に新築した鉄骨煉瓦造り三階建ての社屋へ移転している。
- その他支店 - 横浜、神戸、上海、ニューヨーク、ロンドン[7]。
- 出張所 - 福井、鹿児島、漢口。

〈1924年（大正13年）時点〉

## 人物
- 岩井文助（1843-1912年）- 加賀屋文助。勝次郎は文助の母方の叔母・いとの子。
- 岩井勝次郎（1863-1935年）- 明治8年（1875年）加賀屋文助の店に入る。岩井商店創業者。
- 安野譲 - 明治18年（1885年）入店。大正6年（1917年）7月、岩井商店専務取締役[8]。
- 祭原伊太郎 - 明治20年（1887年）頃入店[9]。後に独立し祭原商店を開く。
- 岩井梅太郎 - 明治6年（1873年）、奈良の藤井弥太郎の長男に生まれ、明治30年に文助の二女・シズと結婚し婿養子となる。文助の石油事業を継ぐ一方、大正2年には亜鉛鍍株式会社に入社。徳山分工場の建設に尽力し、その独立後は徳山鐵板社長を務めた[10]。
- 尾上梅太郎 - 明治39年（1906年）入社。昭和17年12月、専務取締役に就任。
- 井田徳太郎 - 明治39年（1906年）入社。文助のかつての主人、加賀屋徳兵衛の後継。子が無い徳兵衛がとった夫婦養子の嫡子[11]。昭和18年（1943年）監査役に就任。
- 岩井豊治 - 明治23年（1890年）生まれ、明治44年（1911年）入社。東京の米穀問屋・木村徳兵衛の二男。文助の養女・フミ[注釈 3]と結婚し婿養子となる[12]。大正6年、岩井商店常務取締役に就任。
- 岩井英一郎 - 勝次郎の長男。明治27年に生まれ、慶應義塾理財科を卒業して大正15年（1926年）に大阪鐵板の社長に就任。昭和5年（1930年）に早世した[13]。前妻は中村純九郎の娘、後妻は上松泰造の娘。
- 木下茂 - 1914年（大正3年）に見習社員として入社。後に木下商店を創業し、日本最大の鉄鉱石輸入商社とした。
- 小林節太郎 - 大正12年（1923年）に入社。後に富士フイルム社長。
- 中島正保 - 大正12年（1923年）に入社。後に木下産商社長。
- 岩井文一郎 - 大正15年（1926年）に入社。文助の二女・シズと梅太郎の子[14]。昭和5年（1930年）12月取締役就任。
- 岩井雄二郞 - 勝次郎の四男。昭和元年（1926年）入社。昭和10（1935年）年12月、勝次郎死去をもって岩井商店社長就任[8]。
- 岩井英夫（1921-1975） - 早世した岩井英一郎の嫡子。昭和21年（1946年）入社。昭和38年（1963年）叔父・雄二郎の退任に伴い社長に就任した[8]。妻はハクラン製薬創業者・谷清一の娘・佳子[15]。